# ایستگاه اوناریمون
ایستگاه اوناریمون (به لاتین: Onarimon Station) یک ایستگاه قطار در ژاپن است که در نیشی-شینباشی واقع شده‌است.